# Basilissopsis watsoni
Basilissopsis watsoni is een slakkensoort uit de familie van de Seguenziidae. De wetenschappelijke naam van de soort is voor het eerst geldig gepubliceerd in 1897 door Ph. Dautzenberg & H. Fischer.
Deze soort werd ontdekt bij de Azoren in 1888 op een expeditie van het onderzoeksschip Hirondelle van Albert I van Monaco.